# Radków (województwo świętokrzyskie)
Radków – wieś w Polsce położona w województwie świętokrzyskim, w powiecie włoszczowskim, w gminie Radków.
W latach 1975–1998 miejscowość położona była w województwie częstochowskim.
Radków jest punktem początkowym  niebieskiej ścieżki rowerowej.
Radków-Kolonia

## Zabytki
- murowany zespół pałacowy z II połowy XIX wieku
- park z początku XIX wieku, przekomponowany na przełomie XIX/XX wieku i ok. 1920 r.
- drewniany młyn wodny z początku XX wieku